# Drosophila busckii
Drosophila busckii este o specie de muște din genul Drosophila, familia Drosophilidae, descrisă de Daniel William Coquillett în anul 1901. Conform Catalogue of Life specia Drosophila busckii nu are subspecii cunoscute.

## Galerie

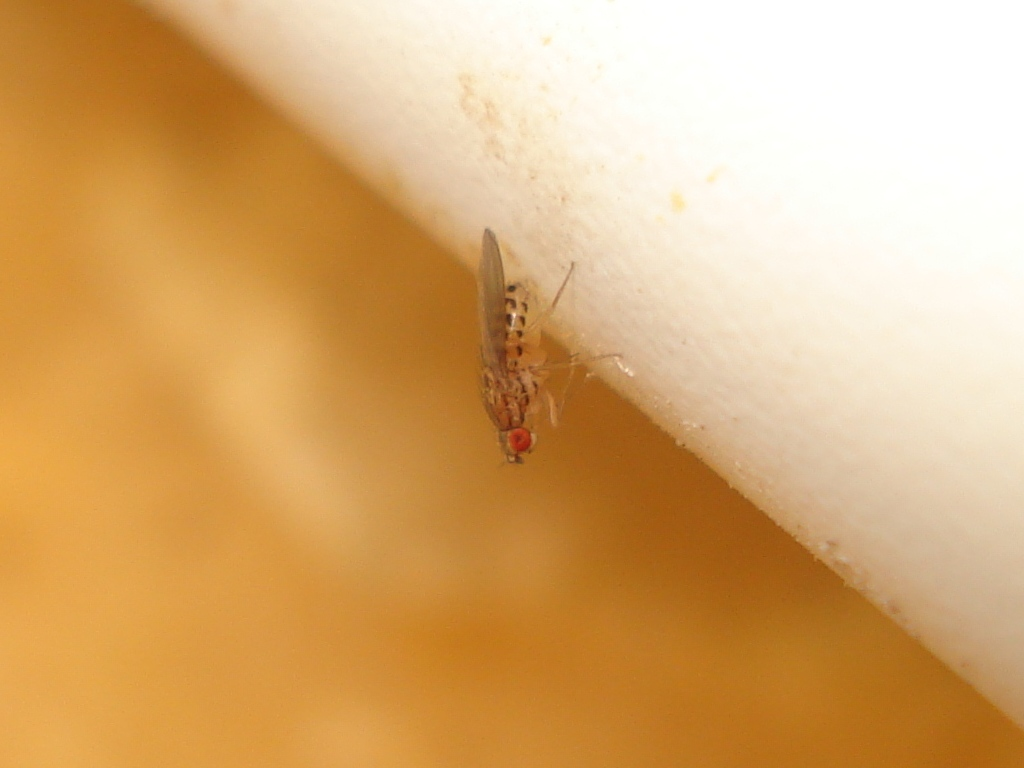